# Arctosomma trochosiforme
Genre
Espèce
Synonymes
- Tarentula trochosiformis Strand, 1906

Arctosomma trochosiforme, unique représentant du genre Arctosomma, est une espèce d'araignées aranéomorphes de la famille des Lycosidae.

## Distribution
Cette espèce est endémique d'Éthiopie.

## Description
La femelle holotype mesure 8 mm.

## Publications originales
- Strand, 1906 : Diagnosen nordafrikanischer, hauptsächlich von Carlo Freiherr von Erlanger gesammelter Spinnen. Zoologische Anzeiger, vol. 30, p. 604-637 & 655-690 (texte intégral).
- Roewer, 1960 : Araneae Lycosaeformia II (Lycosidae). Exploration du Parc National de l'Upemba Mission G.F. de Witte, vol. 55, p. 519-1040.